# Yamaha Motif
Yamaha Motif − seria muzycznych stacji roboczych, produkowanych od sierpnia 2001 roku przez Yamaha Corporation. Instrumentami konkurencyjnymi dla serii Motif są takie produkty innych koncernów jak: Roland Fantom-G, Korg M3 i Alesis Fusion. Do podobnych modeli Yamahy należą między innymi powszechnie znana Yamaha Tyros, seria S, oraz poprzednik Motifa − Yamaha EX5/EX7.

## Modele i wersje
Obecnie (stan na 7.12.2010) są cztery podgrupy serii Motif i łącznie 15 modeli:
| - Motif Classic 1. Motif 6 2. Motif 7 3. Motif 8 4. Motif Rack | - Motif ES 1. Motif ES6 2. Motif ES7 3. Motif ES8 4. Motif Rack ES | - Motif XS 1. Motif XS6 2. Motif XS7 3. Motif XS8 4. Motif Rack XS | - Motif XF 1. Motif XF6 2. Motif XF7 3. Motif XF8 |

## Charakterystyka serii

### Motif Classic
Yamaha Motif Classic, pierwsza seria MOTIF, powstała w 2001 roku. Modele 6, 7 i 8 to wersje klawiszowe, natomiast Rack to moduł brzmieniowy (rok 2002). To co odróżnia Classic od Motif ES, to brak kontrolera taśmowego (Ribbon Controller), oraz stary typ suwaków. Patrząc na panel tylny, nie widać prawie żadnej różnicy  od ES, oprócz napisu, oraz koloru obudowy. Motif Classic posiada 62 głosy polifonii, 1309 próbek dźwiękowych wave, 384 brzmienia fabryczne i 128 miejsc dla użytkownika.

### Motif ES
Druga wersja serii Motif - ES została zaprezentowana na NAMM 2003. W tej wersji serii Motif pojawił się Ribbon Controller, nowe suwaki oraz guziki do obsługi sekwencera, i małe zmiany w obudowie. Tak samo jak Classic, ES był produkowany w 3 wersjach: 6 (61 klawiszy), 7 (76 klawiszy) i 8 (88 klawiszy), a rok po premierze; w 2004 zaprezentowany został Motif Rack ES. Instrumenty z tej serii oferowały użytkownikowi 128 głosową polifonię, 768 brzmień fabrycznych, 175MB pamięci ROM, która musiała pomieścić ponad 1850 próbek wave. Użytkownik miał do dyspozycji 384 miejsca na swoje brzmienia.

### Motif XS
Yamaha zdecydowała się wydać kolejną serię Motif − XS. Stało się to na NAMM 2007 − cztery lata po ES. Nowego Motif'a charakteryzuje: 8 suwaków, duży ekran LCD (320x240p), kolorowy, o rozmiarze 5.7" − ta sama wielkość, co w konkurencyjnym Korgu M3. W porównaniu do ES, z XS'a zniknął slot na kartę, a pojawiło się wyjście cyfrowe (RCA-S/PDIF). XS oferuje 1024 brzmienia fabryczne, oraz 384 miejsca na brzmienia użytkownika. Posiada 2670 próbek wave, które zajmują 355MB pamięci ROM. XS posiada sekwencer zapisujący 130 000 nut. To mniej niż w ES (226 000), jednak więcej niż w Classic (110 000).  W 2008 pojawił się model Rack XS. Dużym plusem XS'a jest jego duży wyświetlacz, mimo tego, że nie rozróżnia całej palety barw RGB.

### Motif XF
Produkcja Motifa XF została ogłoszona na stronie Motifator.com. Ostatnia − jak na razie − seria XF wygląda niemalże identycznie jak XS. Różni się jedynie kolorem obudowy (pierwszy model Yamahy Motif o czarnej matowej obudowie). Poza kolorystyką, XF nie różni się pod kątem wizualnym niczym innym od swojego poprzednika. W XF'ie można znaleźć: 1024 brzmienia fabryczne, 512 miejsc na brzmienia użytkownika, 128 głosową polifonię. Tym razem jednak, na 1024 brzminia fabryczne przypada 3977 próbek wave, które potrzebują 741MB pamięci.

## Porównanie serii
|                   | Motif Classic | Motif ES     | Motif XS                       | Motif XF                       |
| ----------------- | ------------- | ------------ | ------------------------------ | ------------------------------ |
| Synteza           | AWM2          | AWM2         | AWM2 z rozszerzoną artykulacją | AWM2 z rozszerzoną artykulacją |
| Sekwencer         | 110 000 nut   | 226 000 nut  | 130 000 nut                    | 130 000 nut                    |
| Polifonia         | 62 głosy      | 128 głosów   | 128 głosów                     | 128 głosów                     |
| Wyświetlacz       | 240x64p, LCD  | 240x64p, LCD | 320x240p, LCD, 5.7"            | 320x240p, LCD, 5.7"            |
| Barwy fabryczne   | 384           | 768          | 1024                           | 1024                           |
| Barwy użytkownika | 128           | 384          | 384                            | 512                            |

## Instrumenty pokrewne

### Yamaha MO
Yamaha MO to seria syntezatorów składająca się z dwóch modeli − 6 i 8. MO series to tańsza wersja Motif ES. Wygląda podobnie, ale nie ma m.in.: Ribbon Controller, oraz wielu złącz. Ma również zmniejszoną w stosunku do modelu ES polifonię do 64. Ma również mniejszy zestaw brzmień: 512 fabrycznych i 256 użytkownika, aczkolwiek silnik tworzenia brzmień jest identyczny jak w ES, dlatego nie ma problemu z importowaniem barw.

### Yamaha MOX
Modele MoX (lub MOX) to nowsza wersja serii MO. Tak samo jak poprzednia seria, MOX występuje w dwóch wersjach klawiszowych − MOX6 (61 klawiszy) i MOX8 (88 klawiszy). MOX posiada tyle samo brzmień fabrycznych co XS − 1024 barwy, a także: 3x128 brzmień i 32 perkusje użytkownika, 64 perkusje fabryczne, oraz 128 brzmień i 1 zestaw perkusyjny GM. Obudowa MOX jest czarnego koloru, podobnie jak XF. Ważną różnicą między MOX i Motifem XF jest zmniejszenie polifonii do 64.

### Yamaha MM
Yamaha MM to tańsza wersja Motif'a XS. Nie posiada suwaków, Ribbon Controller. Posiada 418 brzmień fabrycznych, oraz 22 perkusje. Podobnie jak MO, są dwie wersje: 6 i 8.

### Yamaha S90/90ES/70XS/90XS
Yamaha Sxx jest produkowana od 1999 roku, a pierwszym modelem był S80 - jeden z instrumentów, na których podstawie powstał Motif. Później, po Motif Classic, powstał S90, który był instrumentem z brzmieniami i osprzętem pochodzącym z Motifa, a w obudowie stage-piano. W 2005 roku Yamaha zaprezentowała S90ES, jako jednego z członków rodziny Motif ES. Dwa lata po Motif XS powstały dwa instrumenty na jego podstawie: S70XS i S90XS, które różniły się tylko klawiaturą. W międzyczasie powstały jeszcze: S30 (mniejsza wersja S80), S03 i S08.

## Użytkownicy[2]
- Bob Baldwin
  - Yamaha Motif Classic
  - Yamaha S90
- Michael Blankenship
  - Yamaha Motif Classic
  - Yamaha MO
- Paul Brown
  - Yamaha Motif ES
  - Yamaha Motif XS
- David Bryan - endorser Yamaha
  - Yamaha Motif Classic
  - Yamaha Motif XS
  - Yamaha S80
- Pat Coil
  - Yamaha Motif ES
  - Yamaha S90
- Jetro da Silva
  - Yamaha Motif Classic
  - Yamaha Motif ES
- Gavin Degrav
  - Yamaha Motif Classic
  - Yamaha Motif ES
- Darrell Diaz
  - Yamaha Motif ES
  - Yamaha MO
- Will Doughty
  - Yamaha Motif ES
  - Yamaha S90
- J.R. Rotem
  - Yamaha Motif XS
- Scott Storch
  - Yamaha Motif ES
- Timbaland
  - Yamaha Motif ES
- Stevie Wonder
  - Yamaha Motif ES
  - Yamaha Motif XS
- Elton John
  - Yamaha Motif Classic
- Sergio Mendes
  - Yamaha Motif Classic
  - Yamaha Motif ES